# Femme de chambre improvisée
Pour plus de détails, voir Fiche technique et Distribution.
Femme de chambre improvisée est un film muet français réalisé par Georges Monca, sorti en 1909.

## Fiche technique
- Titre : Femme de chambre improvisée
- Réalisation : Georges Monca
- Scénario : Charles Prince
- Photographie :
- Montage :
- Société de production : Société cinématographique des auteurs et gens de lettres (S.C.A.G.L)
- Société de distribution : Pathé Frères
- Pays d'origine :  France
- Langue : français
- Métrage : 210 mètres
- Format : Noir et blanc — 35 mm — 1,33:1 — Muet
- Genre :  Comédie
- Durée : 7 minutes
- Numéro de catalogue Pathé : 3195
- Dates de sortie :
  - France : 17 décembre 1909

## Distribution
- Charles Prince
- Amélie Diéterle
- Suzanne Demay
- Lily Ziedner